# Штирли, Ксавье
Ксавье Шти́рли (нем. Xavier Stierli; род. 29 октября 1940, Оберегери, Цуг) — швейцарский футболист, игравший на позиции полузащитника. Участник чемпионата мира 1966 года.

## Биография

### Клубная карьера
Всю футбольную карьеру играл за «Цюрих», в составе которого выиграл 3 чемпионских титула и 2 Кубка Швейцарии. В Национальной лиге сыграл 180 матчей и забил 3 гола. Всего за «Цюрих» во всех турнирах сыграл 294 матча и забил 9 голов.

### Карьера в сборной
В составе сборной Швейцарии сыграл на чемпионате мира 1966 года в двух матчах группового этапа со сборными Испании (1:2) и Аргентины (0:2). Потерпев три матча на групповом этапе, сборная Швейцарии в плей-офф не попала. Всего за сборную Швейцарии сыграл 12 матчей и не отметился забитыми мячами.

## Достижения
«Цюрих»
- Чемпион Швейцарии (3): 1962/63, 1965/66, 1967/68
- Обладатель Кубка Швейцарии (2): 1965/66, 1969/70